# Đại dịch cúm 2009 tại châu Á
Đại dịch cúm 2009 tại châu Á, một phần của đại dịch cúm 2009 bởi một dòng virus mới mang tên virus cúm A H1N1 đã gây ra căn bệnh có tên là cúm lợn, khiến ít nhất 394,133 người ở châu Á bị mắc bệnh với 2,137 ca tử vong được xác nhận, trong đó có 1,035 ca tử vong ở Ấn Độ, 737 người tử vong tại Trung Quốc, 415 người chết tại Thổ Nhĩ Kỳ, 192 người chết ở Thái Lan, 170 ca tử vong tại Hàn Quốc và 22 người tử vong tại Việt Nam.

## Azerbaijan
Ngày 27 tháng 4 năm 2009, Azerbaijan đã ban hành lệnh cấm nhập khẩu các sản phẩm chăn nuôi từ châu Mỹ. Theo Cục trưởng Cục Thú y thuộc Bộ Nông nghiệp Ismayil Hasanov, những sản phẩm mang về nước ngày hôm đó đã có giấy chứng nhận và được xác nhận an toàn.

## Trung Quốc
Trường hợp đầu tiên nghi ngờ mắc bệnh được phát hiện tại Trung Quốc đại lục đã được thông báo vào ngày 10 tháng 5 năm 2009. Tổng cục Kiểm tra chất lượng, Giám định và Kiểm dịch (AQSIQ) của Trung quốc đã đưa ra thông báo khẩn cấp rằng những du khách trở về từ các vùng bị cúm ảnh hưởng và bị nghi ngờ có những triệu chứng giống cúm sẽ được cách ly hai tuần.

## Ấn Độ
Một nhóm gồm 32 chuyên gia y tế đã được đưa lên các sân bay có khách nhập cảnh từ nước ngoài về. Bộ Y tế cũng đang cố gắng theo dõi những người đã nhập cảnh vào từ Mexico trong hơn 10 ngày qua. Đã có thông báo rằng một người di chuyển từ Texas đến Hyderabad có các triệu chứng cúm đã bị cách ly, nhưng các nhà chức trách đã từ chối tiết lộ danh tính. Các quan chức y tế chính phủ và WHO sau đó tuyên bố rằng không có bệnh cúm lợn tại Ấn Độ và bệnh nhân nói trên đã hồi phục sau một cơn cảm lạnh thông thường.

## Tốp 5 quốc gia
| Trường hợp mắc | Ca tử vong |
| -------------- | ---------- |
| Trung Quốc     | Ấn Độ      |
| Hồng Kông      | Thái Lan   |
| Thái Lan       | Thổ Nhĩ Kỳ |
| Ấn Độ          | Hàn Quốc   |
| Hàn Quốc       | Trung Quốc |